# Welterbe in Polen

Zum Welterbe in Polen gehören (Stand 2025) 17 UNESCO-Welterbestätten, darunter 15 Stätten des Weltkulturerbes und zwei Stätten des Weltnaturerbes. Vier dieser Stätten sind grenzüberschreitend oder transnational. Polen hat die Welterbekonvention 1976 ratifiziert, die ersten zwei Welterbestätten wurden 1978 in die Welterbeliste aufgenommen. Die bislang letzte Welterbestätte wurde 2021 eingetragen.

## Welterbestätten
Die folgende Tabelle listet die UNESCO-Welterbestätten in Polen in chronologischer Reihenfolge nach dem Jahr ihrer Aufnahme in die Welterbeliste (K – Kulturerbe, N – Naturerbe, K/N – gemischt, (G) – auf der Liste des gefährdeten Welterbes).
| Bild             | Bezeichnung                                                                                              | Jahr             | Typ | Ref. | Beschreibung |
| ---------------- | --- | ---------------- | --- | ---- | --- |
| (weitere Bilder) | Historisches Zentrum von Krakau (Lage)                                                                   | 1978             | K   | 29   | Das historische Zentrum von Krakau ist eines der wichtigsten alten Stadtzentren im heutigen Polen. Es war das Zentrum des politischen Lebens in Polen seit 1038, bis König Sigismund III. Wasa seinen Hof im Jahre 1596 nach Warschau verlegte. Zum Welterbe gehören die Burg Wawel und das jüdische Viertel Kazimierz. |
| (weitere Bilder) | Königliche Salzbergwerke Wieliczka und Bochnia                                                           | 1978, 2013       | K   | 32   | Die Salzbergwerke von Wieliczka (Lage) und Bochnia (seit 2013) (Lage) sowie das Salzgrafenschloss (Lage) befinden sich im Großraum Krakau. Die Salinen stellten seit dem 13. Jahrhundert bis 2007 Kochsalz her, damals bekannt als eines der weltweit ältesten in Betrieb befindlichen Salzbergwerke. Für einen Großteil der Zeit war es ein Teil des Unternehmens »Zupy Krakowskie«. Es wird angenommen, dass es das weltweit 14.-älteste Unternehmen ist. |
| (weitere Bilder) | Auschwitz-Birkenau – Deutsches nationalsozialistisches Konzentrations- und Vernichtungslager (1940–1945) | 1979             | K   | 31   | Auschwitz war ein Netzwerk von Nazi-Konzentrations- und Vernichtungslagern, errichtet im vom Dritten Reich während des II. Weltkrieges besetzten Polen. Es war das größte der deutschen Konzentrationslager, bestehend aus Auschwitz I (Stammlager oder Basislager Lage), Auschwitz II-Birkenau (das Vernichtungslager Lage), Auschwitz III-Monowitz, das auch als Buna-Monowitz (ein Arbeitslager) bekannt ist und 45 Außenlagern. |
| (weitere Bilder) | Waldgebiet Bialowieza (Lage)                                                                             | 1979, 1992, 2014 | N   | 33   | Der Urwald von Białowieża ist ein uraltes Waldgebiet an der Grenze zwischen Polen und Belarus. Der Urwald liegt 70 km (43 Meilen) nördlich von Brest (Belarus) und 62 km (39 Meilen) südöstlich von Białystok (Polen). Es ist eines der letzten und größten noch verbliebenen Teile des riesigen Urwalds, der einst in der gesamten Europäischen Tiefebene verbreitet war. Das erste aufgezeichnete Gesetz über den Schutz des Waldes geht bis 1538 zurück. Es ging um das Dokument von König Sigismund I. dem Alten, welcher für die Wilderei an Wisenten die Todesstrafe eingeführt hat. Das Welterbegebiet erstreckt sich über die Grenzen des Nationalparks. |
| (weitere Bilder) | Altstadt von Warschau (Lage)                                                                             | 1980             | K   | 30   | Die Altstadt von Warschau wurde im 13. Jahrhundert gegründet. Ursprünglich von einem Erdwall umgeben, wurde sie noch vor 1339 mit einer Stadtmauer aus Ziegeln befestigt. Die Stadt wuchs ursprünglich rund um das Schloss der Herzöge von Masowien, die später das Königshaus wurden. Der Marktplatz (Rynek Starego Miasta) wurde irgendwann im späten 13. oder frühen 14. Jahrhundert angelegt, entlang der Hauptstraße, die das Schloss mit der Neustadt im Norden verbindet. |
| (weitere Bilder) | Altstadt von Zamość (Lage)                                                                               | 1992             | K   | 564  | Jan Zamoyski beauftragte die italienischen Architekten Bernardo Morando, die Stadt, die auf dem anthropomorphen Konzept basieren würde, zu entwerfen. Die wichtigsten Unterscheidungsmerkmale der Altstadt sind seit ihrer Gründung gut erhalten. Sie umfassen die regelmäßigen großen Marktplatzflächen von 100 × 100 Metern mit dem herrlichen Rathaus und den sogenannten armenischen Häusern, sowie die Fragmente der ursprünglichen Festung und Festungen, darunter auch aus der Zeit der russischen Besatzung im 19. Jahrhundert. |
| (weitere Bilder) | Deutschordensschloss Malbork (Marienburg) (Lage)                                                         | 1992             | K   | 847  | Die Marienburg wurde in Preußen durch den Deutschen Orden – ein deutscher römisch-katholischer Orden der Kreuzritter – erbaut, in der Form einer Ordensburg. Der Orden nannte es Marienburg. Die Stadt, die um sie herum wuchs, hieß und heißt ebenfalls Marienburg. Das Schloss ist ein klassisches Beispiel für eine mittelalterliche Festung. Bei seiner Fertigstellung im Jahre 1406 war das Schloss die weltweit größte Burg der Backsteingotik. Heute ist es der größte Backsteinbau in Europa. |
| (weitere Bilder) | Altstadt von Toruń (Thorn) (Lage)                                                                        | 1997             | K   | 835  | Toruń/Thorn hat viele Denkmäler der Architektur zu Beginn des Mittelalters, darunter 200 militärische Strukturen. Die Stadt ist dafür berühmt, dass sie eine mittelalterliche Raumaufteilung besitzt. Viele gotische Gebäude sind aus Backstein gebaut. Darunter befinden sich monumentale Kirchen, das Rathaus und viele Bürgerhäuser, welche fast vollständig erhalten sind. Aufgrund von häufigen Überschwemmungen wurde die Stadt im Jahre 1236 an den heutigen Standort der Altstadt verlegt. Im Jahre 1264 wurde die nahe gelegene Neustadt gegründet. Im Jahr 1280 trat die Stadt (oder wie es damals war, beide Städte) der merkantilen Hanse bei und wurde somit zu einem wichtigen mittelalterlichen Handelszentrum.                                        |
| (weitere Bilder) | Kalvarienberg Zebrzydowska (Lage)                                                                        | 1999             | K   | 905  | Die Stadt ist nach dem religiösen Komplex (Kalvarienberg), durch den Gouverneur von Krakau Mikołaj Zebrzydowski gegründet, vom 1. Dezember 1602 benannt. Der Komplex ist als Kalwaria-Zebrzydowska-Park bekannt. Die Stadt Zebrzydów wurde 1617 gegründet, um die wachsende Zahl der Pilger zu beherbergen, die den religiösen Komplex besuchen. |
| (weitere Bilder) | Friedenskirchen in Jawor (Jauer) und Świdnica (Schweidnitz)                                              | 2001             | K   | 1054 | Die Friedenskirchen in Jawor (Lage) und Świdnica (Lage) in Schlesien wurden nach dem Westfälischen Frieden von 1648 benannt, welcher den Lutheranern erlaubte, in dem römisch-katholischen Teil Schlesiens drei evangelische Kirchen aus Holz, Lehm und Stroh zu erbauen. Die Kirchen wurden ohne Zuhilfenahme von Steinen oder Nägeln außerhalb der Stadtmauern gebaut und besitzen weder Kirchtürme noch Kirchenglocken. Die Bauzeit war auf ein Jahr beschränkt. Trotz dieser schweren Einschränkungen der Bauweise entstanden imponierende Bauwerke. |
| (weitere Bilder) | Holzkirchen im Süden von Kleinpolen                                                                      | 2003             | K   | 1053 | Der Holzkirchen-Stil der Region im späten Mittelalter, der aus dem späten 16. Jahrhundert stammt, begann mit gotischen Ornamenten und polychromen Details. Da es jedoch Holzbaukonstruktionen waren, waren die Struktur, die allgemeine Form und das Gefühl völlig verschieden von der gotischen Architektur der polnischen Gotik (in Stein oder Backstein). Zu den sechs auf der Liste genannten Kirchen gehören: Die Pfarrkirche des Erzengels Michael in Binarowa (Lage), die Allerheiligen-Pfarrkirche in Blizne (Lage), die Pfarrkirche des Erzengels Michael in Dębno (Lage), die Filialkirche Mariä Himmelfahrt in Haczów (Lage), die Friedhofskirche St. Leonhard in Lipnica Murowana (Lage) und die Filialkirche St. Philippus und Jakobus in Sękowa (Lage). |
| (weitere Bilder) | Park Muzakowski (Muskauer Park) (Lage)                                                                   | 2004             | K   | 1127 | Der Muskauer Park ist der größte und einer der bekanntesten englischen Gärten von Deutschland und Polen. In der historischen Oberlausitz bedeckt der Park in Polen eine Fläche von 3,5 Quadratkilometern (1,35 Quadratmeilen) und 2,1 km² (0,81 mile²/sq mile) in Deutschland. Die UNESCO hat den Park in die Liste des Weltkulturerbes als exemplarisches Beispiel für grenzüberschreitende kulturelle Zusammenarbeit zwischen Polen und Deutschland hinzugefügt. Kulturerbe zusammen mit Deutschland. |
| (weitere Bilder) | Jahrhunderthalle in Breslau (Lage)                                                                       | 2006             | K   | 1165 | Die Jahrhunderthalle (ehemals Volkshalle), ist ein historisches Gebäude in Breslau. Es wurde nach den Plänen des Architekten Max Berg zwischen 1911 und 1913 errichtet, als die Stadt Teil des Deutschen Reiches war. Vorbild für die Kuppel war die Frankfurter Festhalle. Als eines der ersten Wahrzeichen von Stahlbeton-Architektur wurde es als UNESCO-Weltkulturerbe gelistet. |
| (weitere Bilder) | Holzkirchen der Karpatenregion in Polen und der Ukraine                                                  | 2013             | K   | 1424 | Die Holzkirchen in den nördlichen Karpaten wurden zwischen dem 16. und 19. Jahrhundert erbaut. Es handelt sich um griechisch-orthodoxe oder ost-katholische Kirchengebäude, die größtenteils von der dort ansässigen ukrainischen Bevölkerung genutzt wurden. Zu den acht Kirchen in Polen gehören die Kirche Sankt Paraskewa in Radruż (Lage), die Kirche zur Geburt der heiligen Jungfrau Maria in Chotyniec (Lage), die Kirche des Erzengels Michael in Smolnik (Lage), die Kirche des Erzengels Michael in Turzańsk (Lage), die Jakobuskirche in Powroźnik (Lage), die Kirche zur Fürsorge der Jungfrau Maria in Owczary (Lage), die Kirche Sankt Parasekewa in Kwiatoń (Lage) und die Kirche des Erzengels Michael in Brunary (Lage).                            |
| (weitere Bilder) | Blei-Silber-Zink-Mine von Tarnowskie Góry und ihr unterirdisches Wassermanagementsystem (Lage)           | 2017             | K   | 1539 | Tarnowskie Góry war ein wichtiger Standort des Silber-, Blei- und Zinkabbaus. Die Wasserhaltung aus dem 15. bis 16. Jahrhundert hat eine Länge von insgesamt 200 km. |
| (weitere Bilder) | Montanregion der prähistorischen Gewinnung von gebändertem Feuerstein (Lage)                             | 2019             | K   | 1599 | Die Welterbestätte besteht aus vier Minenstätten aus dem Neolithikum bzw. der Bronzezeit, in denen gestreifter Feuerstein abgebaut und verarbeitet wurde. Hauptsächlich diente der Feuerstein als Klinge von Äxten. In situ erhalten sind Reste von Werkstätten, Schächten und Gruben. Somit liefert diese Stätte ein umfassendes Verständnis über das damalige Leben und die Wichtigkeit des Feuersteins für die frühe menschliche Entwicklung. |
| (weitere Bilder) | Buchenurwälder und Alte Buchenwälder der Karpaten und anderer Regionen Europas (Lage)                    | 2021             | N   | 1133 | Erweiterung der Welterbestätte Buchenurwälder und Alte Buchenwälder der Karpaten und anderer Regionen Europas um vier Schutzgebiete im Bieszczady-Nationalpark: Grenzkamm zur Slowakei und Górna Solinka Tal, Połonina Wetlińska und Smerek, Flusstal des Terebowiec, Flusstal der Wołosatka. Polen hatte die Erweiterung 2017 vor der Sitzung des Welterbekomitees wieder zurückgezogen. |

## Tentativliste
In der Tentativliste sind die Stätten eingetragen, die für eine Nominierung zur Aufnahme in die Welterbeliste vorgesehen sind.

### Aktuelle Welterbekandidaten
Derzeit (2025) sind sechs Stätten in der Tentativliste von Polen eingetragen. Die letzte Eintragung erfolgte im Juli 2025. Die folgende Tabelle listet die Stätten in chronologischer Reihenfolge nach dem Jahr ihrer Aufnahme in die Tentativliste.
| Bild                                                                | Bezeichnung                                                                                      | Jahr | Typ | Ref. | Beschreibung |
| ------------------------------------------------------------------- | ------------------------------------------------------------------------------------------------ | ---- | --- | ---- | --- |
| (weitere Bilder)                                                    | Gdańsk – Stadt der Erinnerung und der Freiheit (Lage)                                            | 2005 | K   | 530  | Neben der hanseatischen Altstadt sind die Danziger Werft und die Westerplatte nominiert. Ein vorheriger Antrag wurde 1998 von der ICOMOS abgelehnt, ein weiterer Versuch wurde 2007 vorerst von Polen zurückgezogen. Der Vorschlag von 2021 lediglich die Danziger Werft einzutragen, wurde von der ICOMOS abgelehnt.                                                                                    |
| (weitere Bilder)                                                    | Der Augustów-Kanal (Kanał Augustowski) (Lage)                                                    | 2006 | K   | 2101 | Der Kanal verbindet die Memel und Biebrza unter Verwendung zahlreicher Flüsse und Seen. Der Antrag wird gemeinsam mit Belarus gestellt. Der Antrag wurde 2010 vorerst zurückgezogen, eine erneute Entscheidung wird 2023 erwartet. |
| (weitere Bilder)                                                    | Schlucht des Dunajec in den Pieninen (Lage)                                                      | 2006 | N   | 2102 | Der slowakische Teil steht nicht explizit auf der Tentativliste. |
| (weitere Bilder)                                                    | Modernistisches Zentrum von Gdynia – Beispiel des Aufbaus einer integrierten Gemeinschaft (Lage) | 2019 | K   | 6431 | Nach Erlangen der Unabhängigkeit 1918 plante Polen in Gdynia einen eigenen Ostseehafen. Unter den modernistischen Gebäuden sind unter anderem: ein Gericht, das Rathaus, Kirchen, ein Krankenhaus, eine Schule, ein Postamt, Hotels, der Bahnhof, Banken, Bürohäuser und die Markthalle. Stätte war 2025 nominiert und erhielt ein "Refer" von der ICOMOS. Eine erneute Entscheidung wird 2026 erwartet. |
| Europäische Papiermühlen (aus der Ära des handgeschöpften Papiers)  | Europäische Papiermühlen (aus der Ära des handgeschöpften Papiers) (Lage)                        | 2024 | K   | 6759 | Transnationaler Antrag mit Italien, Tschechien, Spanien und Deutschland. In Polen ist die Papiermühle in Duszniki-Zdrój Teil des Vorschlags. Der Vorschlag stand bereits seit 2019 auf der Tentativliste. Es handelt sich um eine der ältesten Papiermühlen Europas aus dem 16. Jahrhundert. Stätte ist für 2027 nominiert.                                                                              |
| Historischen Kohleminen-Komplex in Zabrze (18. bis 20. Jahrhundert) | Historischen Kohleminen-Komplex in Zabrze (18. bis 20. Jahrhundert)                              | 2025 | K   | 6878 | |

### Ehemalige Welterbekandidaten
Diese Stätten standen früher auf der Tentativliste, wurden jedoch wieder zurückgezogen oder von der UNESCO abgelehnt. Stätten, die in anderen Einträgen auf der Tentativliste enthalten oder Bestandteile von Welterbestätten sind, werden hier nicht berücksichtigt.
| Bild                                         | Bezeichnung                                         | Jahr      | Typ | Ref. | Beschreibung |
| -------------------------------------------- | --------------------------------------------------- | --------- | --- | ---- | --- |
| Jasna Góra mit dem Paulinenkloster           | Jasna Góra mit dem Paulinenkloster (Lage)           | 1991      | K   | 563  | Das Kloster beherbergt die schwarze Madonna. Der Antrag wurde 1991 vertagt, um den künstlerischen Wert zu überprüfen. |
| Die Region Cedynia-Chojna-Moryń              | Die Region Cedynia-Chojna-Moryń (Lage)              | 1993–1996 | K   |      | Die Region um die Städte Cedynia, Chojna und Moryń befindet sich im Westen Polens in der Woiwodschaft Westpommern, östlich der deutschen Grenze, auf Höhe des Nationalparks Unteres Odertal.                                                                                     |
| Żuławy Wiślane – Das Delta der Weichsel      | Żuławy Wiślane – Das Delta der Weichsel (Lage)      | 1993–1996 | K/N |      | Żuławy Wiślane bezeichnet das Gebiet um das Delta des Flusses Weichsel. |
| Das Untere Weichseltal                       | Das Untere Weichseltal (Lage)                       | 1993–1996 | K/N |      | Das Tal des Unterlaufs der Weichsel |
| Die Region Łowicki                           | Die Region Łowicki (Lage)                           | 1993–1996 | K   |      | Region in der Woiwodschaft Łódź |
| Die Region Sejny und Wigry                   | Die Region Sejny und Wigry (Lage)                   | 1993–1996 | K/N |      | Region um die Stadt Sejny und den Wigry-See in der Woiwodschaft Podlachien im Nordosten Polens |
| Die Region Wieluń                            | Die Region Wieluń (Lage)                            | 1993–1996 | K   |      | Region in der Woiwodschaft Łódź |
| Historischer Bezirk von Książ (Fürstenstein) | Historischer Bezirk von Książ (Fürstenstein) (Lage) | 1993–1996 | K   |      | Fürstenstein ist ein Ortsteil der Stadt Wałbrzych (Waldenburg) mit dem Schloss Fürstenstein |
| Góra Świętej Anny und Umgebung               | Góra Świętej Anny und Umgebung (Lage)               | 1993–1996 | K   |      | Region um die Stadt Sankt Annaberg (Góra Świętej Anny) in der Woiwodschaft Oppeln (Opole) |
| Tyniec, Bielany und Salwator                 | Tyniec, Bielany und Salwator (Lage)                 | 1993–1996 | K   |      | Klöster und Kirchen in drei Stadtteilen in den westlichen Bezirken von Krakau |
| Die Region Kazimierz Dolny-Janowiec-Nałęczów | Die Region Kazimierz Dolny-Janowiec-Nałęczów (Lage) | 1993–1996 | K?  |      | Region um die Städte Kazimierz Dolny, Janowiec und Nałęczów im Powiat Puławski der Woiwodschaft Lublin |
| Holzkirchen im südlichen Kleinpolen          | Holzkirchen im südlichen Kleinpolen                 | 2000–2003 | K   |      | Nur ein Teil der 2003 nominierten Holzkirchen wurde in das Welterbe aufgenommen (Ref. 1053). Abgelehnt wurden die Pfarrkirche St. Peter und Paul in Lachowice (Lage), die Pfarrkirche St. Johannes in Orawka (Lage) und die Pfarrkirche des Erzengels Michael in Szalowa (Lage). |
| Kathedrale St. Johannes der Täufer           | Kathedrale St. Johannes der Täufer (Lage)           | 2002–2006 | K   |      | Kathedralkirche auf Ostrów Tumski, der Dominsel von Breslau |
| Zisterzienserkloster Grüssau                 | Zisterzienserkloster Grüssau (Lage)                 | 2002–2006 | K   |      | ehemalige Zisterzienserabtei im Ortsteil Krzeszów der Landgemeinde Kamienna Góra im Powiat Kamiennogórski in der Wojewodschaft Niederschlesien. |
| Tal des Prądniks im Nationalpark Ojców       | Tal des Prądniks im Nationalpark Ojców (Lage)       | 2002–2006 | K/N |      | Tal des Flusses Prądnik im Nationalpark Ojców in der Woiwodschaft Kleinpolen Das Gebiet stand bereits 1993–1996 unter der Bezeichnung "Region Ojców-Pieskowa Skała" auf der Tentativliste                                                                                        |